# Sometimes I Feel Like Screaming
«Sometimes I Feel Like Screaming» es una canción del disco Purpendicular, primer álbum de estudio de Deep Purple con el guitarrista Steve Morse, disco que fue publicado en febrero de 1996. Esta canción también fue publicada en un sencillo junto a "Vavoom: Ted the Mechanic".
Es considerada una de las mejores pistas grabadas por Deep Purple después de su reencuentro en 1984 y es interpretada frecuentemente en las actuaciones en vivo de la banda.
Steve Morse recuerda así el proceso de creación de la canción: " “Sometimes I Feel Like Screaming” comenzó como un susurro, tocando en silencio para mí mismo. Roger y Jon escucharon lo que estaba haciendo y dijeron: “¿Qué es eso?, tocalo de nuevo!”  Veamos si funciona con este otro material que tenemos.  Y así se convirtió en canción ese día.  Cualquier idea puede crecer por pequeña que sea ".
"Sometimes I Feel Like Screaming" fue una de las primeras canciones grabadas con Steve Morse en la guitarra junto a los Purple. Esta incluye alardes de un estilo melódico y las explosiones vocales de Ian Gillan, para cerrar con un solo de guitarra repetitivo ejecutado por Morse.
Es parte de los siguientes álbumes en vivo de Deep Purple: Live at The Olympia '96 (1997), Total Abandon: Australia '99(1999), In Concert with The London Symphony Orchestra (2000), The Soundboard Series  (2001),Live at the Rotterdam Ahoy  (2002), Live at Montreux 1996 (2006)

## Sencillo
Todas las  canciones acreditadas a  Ian Gillan, Roger Glover, Jon Lord, Steve Morse, Ian Paice. 
1. Sometimes I Feel Like Screaming (versión editada) - 4:35
2. Vavoom: Ted the Mechanic  - 4:16
3. Sometimes I Feel Like Screaming - 7:29